# 三段シート

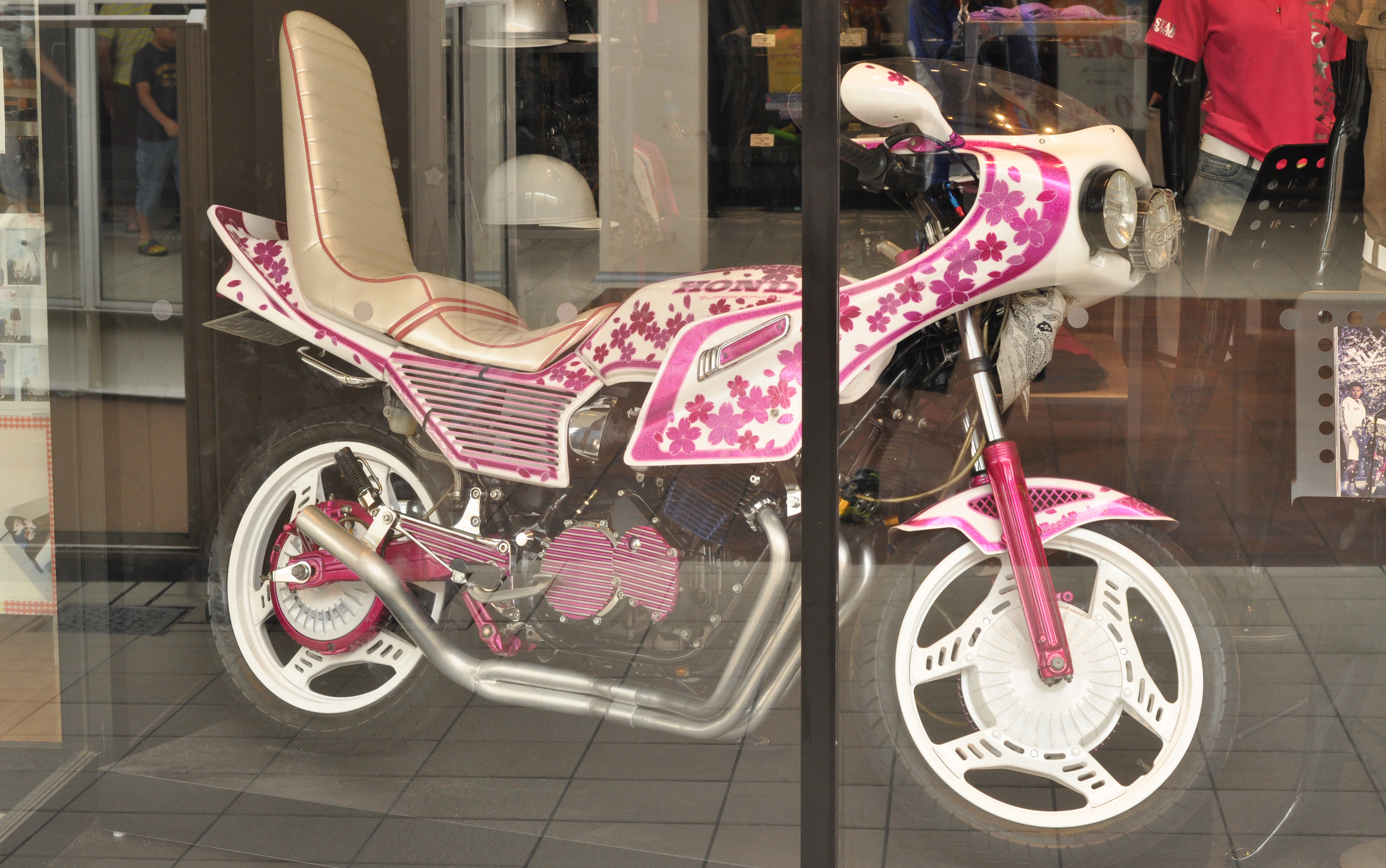
三段シートを取り付けた他、暴走車両の典型的改造が施されたオートバイ

三段シート（さんだんシート）とは、オートバイのシートの一種。運転席と後部座席に段差を持つシートの後部を高くして背もたれのような形状としたものを指す。
タンクと運転者の着座部との間、後席乗員の着座部と運転者の着座部との間、後席乗員の背もたれの三つの段差があるので、三段シートと呼ばれている。

## 概要

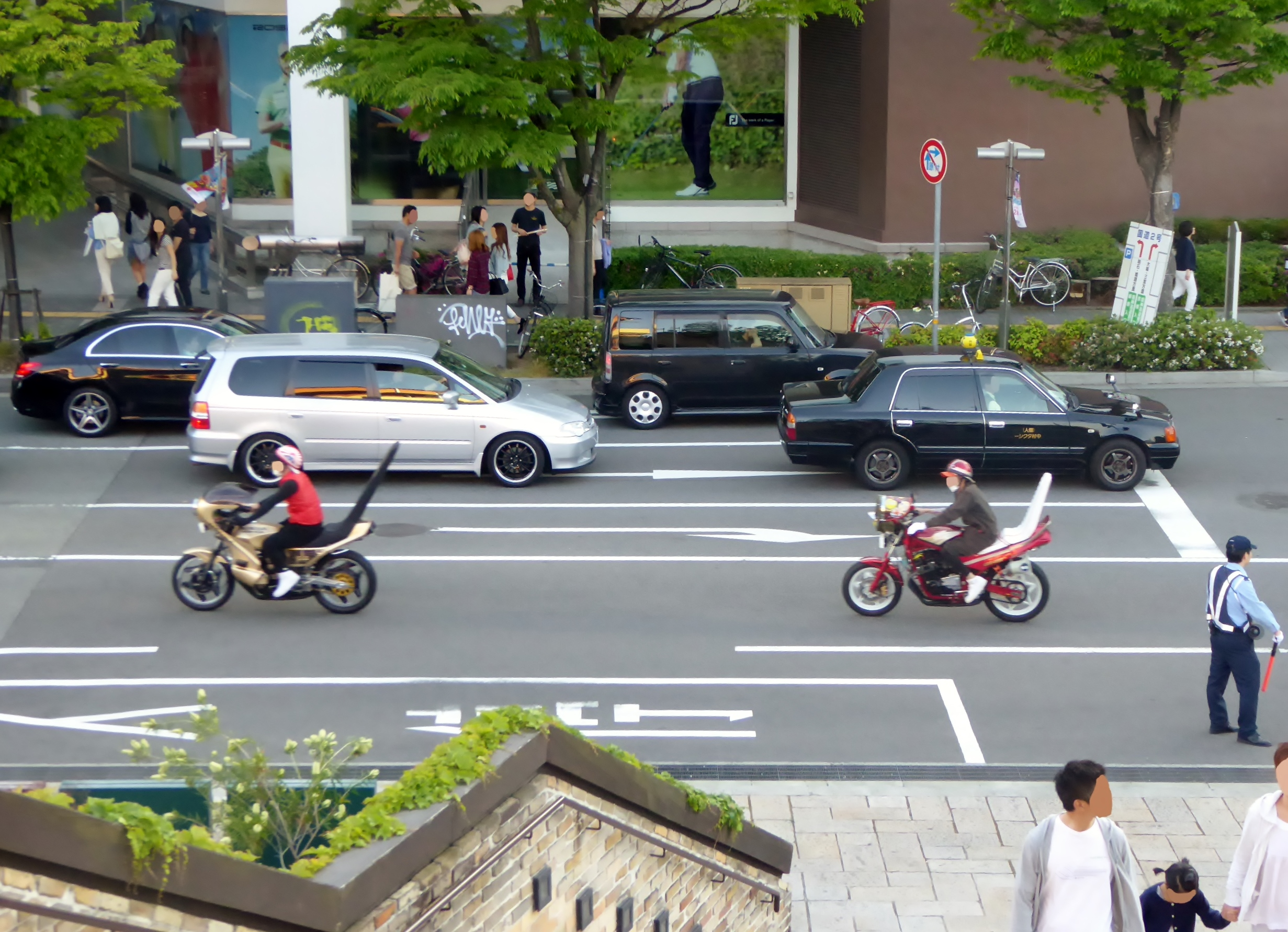
暴走族の車両

1970年代、富裕層が乗るオートバイにおける改造手法のひとつとして始まった。当初は自作によって製作されるのが主流であったが、一部業者が製造を始め、鉄板などの補強を講じて背もたれ部分が次第に大型化していった。背もたれ部が高いものほど重量や空気抵抗により車体の走行性能が損なわれたり、高さ制限のある高架下の通行ができないこともある。また、保管場所に大きな空間を要するなど制約は多い。
バリエーションとしては背もたれが短い「チョビ三」、先端が角張った「墓石三段」などがある。
暴走族が乗るオートバイ（族車）の装飾としてはロケットカウルや絞りハンドルと並んで多く見られる。
背もたれの後ろは文字などで装飾されたり、自動車用オーディオのスピーカーを埋め込むこともある。
ホンダ・モンキーやホンダ・カブなどの原動機付自転車の改造パーツとしても販売されている。